# (13286) Adamchauvin
(13286) Adamchauvin (1998 QK53) – planetoida z pasa głównego asteroid okrążająca Słońce w ciągu 3,63 lat w średniej odległości 2,36 j.a. Odkryta 20 sierpnia 1998 roku.